# Кисељак (Сребреник)
Кисељак је насељено мјесто у граду Сребреник, Босна и Херцеговина.

## Историја
Кисељак је настао 1981. издвајањем из насеља Доњи Сребреник.

## Становништво
|             | 2013.        | 1991.         |
| Укупно      | 903 (100,0%) | 717 (100,0%)  |
| Бошњаци     | 835 (92,47%) | 667 (93,03%)1 |
| Муслимани   | 34 (3,765%)  | –             |
| Босанци     | 25 (2,769%)  | –             |
| Остали      | 5 (0,554%)   | 18 (2,510%)   |
| Непознато   | 2 (0,221%)   | –             |
| Срби        | 1 (0,111%)   | 4 (0,558%)    |
| Неизјашњени | 1 (0,111%)   | –             |
| Југословени | –            | 27 (3,766%)   |
| Хрвати      | –            | 1 (0,139%)    |

1. 1 На пописима од 1971. до 1991. Бошњаци су пописивани углавном као Муслимани.